# Wincenty Rzymowski

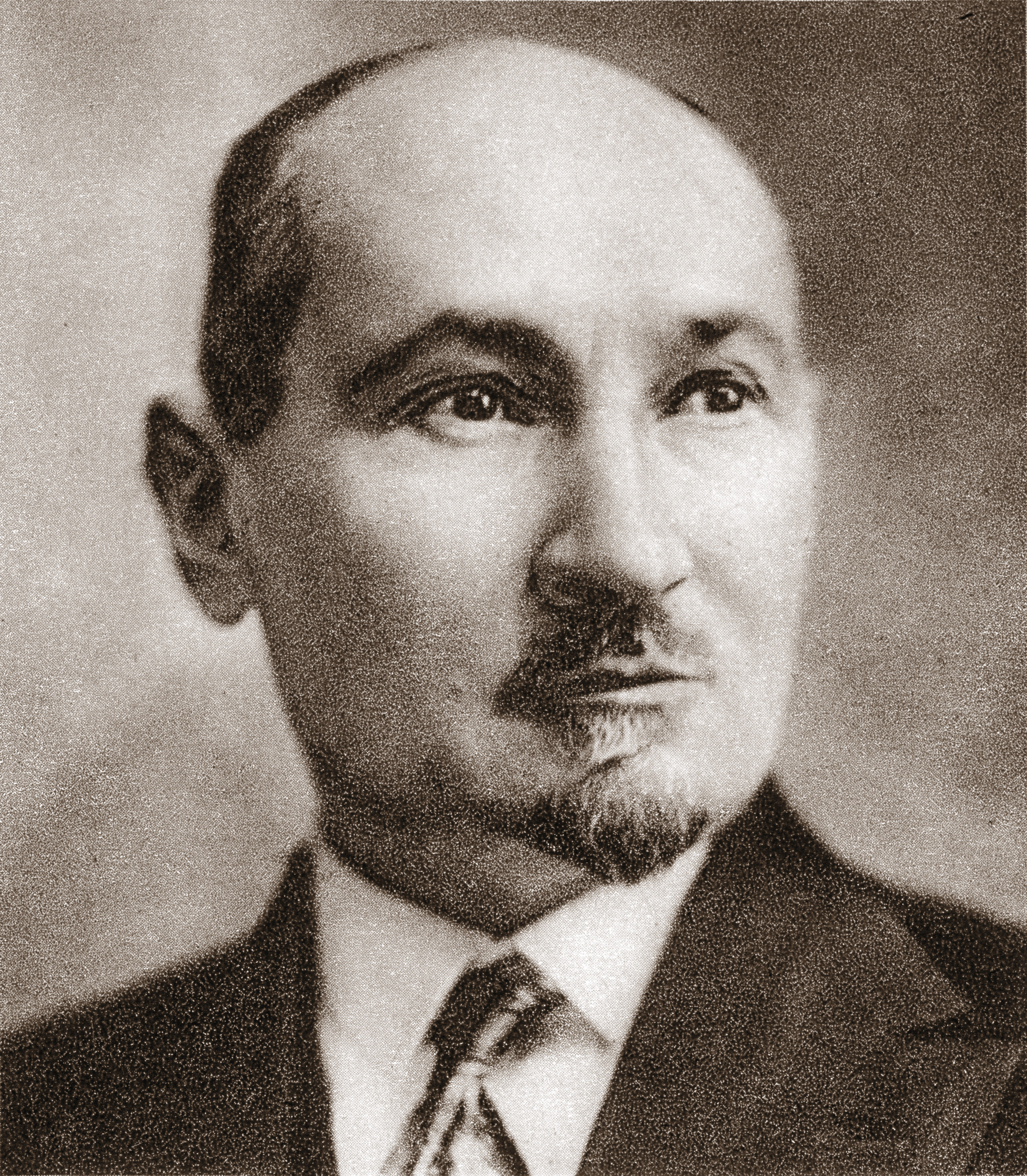
Wincenty Rzymowski

Wincenty Rzymowski (* 19. Juli 1883 in Mława; † 30. April 1950 in Warschau) war ein polnischer Politiker und Schriftsteller. Er war Außenminister Polens in der provisorischen Regierung der nationalen Einheit von 2. Mai 1945 bis 5. Februar 1947.

## Leben
Im Polen der Zwischenkriegszeit war er Mitglied der Demokratischen Partei. Rzymowski war Außenminister in der provisorischen Regierung der nationalen Einheit vom 2. Mai 1945 bis 5. Februar 1947. Er vertrat Polen während der Unterzeichnung der UN-Charta und als Außenminister während der Potsdamer Konferenz. Ab 1947 bis zu seinem Tod war er Minister ohne Portfolio der Polnischen Regierung. Sein Nachfolger als Außenminister wurde Zygmunt Modzelewski.
Rzymowski war Publizist und Literat. In einer Kontroverse rund um Anschuldigungen des Plagiarismus war er gezwungen, seine Mitgliedschaft in der Polnischen Literaturakademie niederzulegen.